# حنا جهان‌فروز
حنا جهان‌فروز (مهرنوش)  خواننده اسرائیلی ایرانی‌تبار زاده تهران و مقیم فعلی تل‌آویو  می‌باشد.
حنا دخترعموی ریتا خواننده مشهور ایرانی زاده اسرائیل است. 

## زندگی
وی در تهران در خانواده‌ای یهودی زاده شد. اصلیت خانوادگی وی از یهودیان اصفهان بود که پیشتر به تهران مهاجرت کرده بودند.
خانواده حنا ۴ سال پس از روی کارآمدن جمهوری اسلامی ایران در حالیکه وی تنها ۱۲ ساله بیشتر نداشت، و در جریان جنگ ایران و عراق از راه مرز به پاکستان گریخته و از آنجا به فرانسه و بعد از آن به اسرائیل مهاجرت کردند. 

## ترانه شناسی
وی موسیقی خود را تلفیقی از صداهای سنتی ایرانی با تأثیری از موسیقی فلامنکو و اپرا توصیف می‌کند، آهنگ‌های او در ایستگاه‌های رادیویی اسرائیل پخش شده‌اند، هرچند موسیقی بومی او فاصله زیادی با موسیقی پاپ رایج در آن کشور دارد. 
1. تو کجایی (فارسی)
2. Lamdany Alohay (به انگلیسی: Teach me GOD) (عبری)
3. خداحافظ (فارسی)
4. گل یخ (فارسی)
5. درویش (فارسی)[۵]